# Grootoosten van België
Het Grootoosten van België (Grand Orient de Belgique, G.O.B.) is een Belgische obediëntie (koepelorganisatie van  vrijmetselaarsloges) die oorspronkelijk enkel toegankelijk was voor mannen, en werkt in de drie symbolische basisgraden van leerling, gezel en meester. Op zondag 16 februari 2020, tijdens een historische buitengewone algemene vergadering van alle afgevaardigden, stemde het Grootoosten van België voor een wijziging van de statuten en het reglement. Vanaf dat moment werd het G.O.B. een confederatie die bestaat uit een mannenfederatie, een gemengde federatie en een vrouwenfederatie. 

## Wezen
Het Grootoosten van België behoort tot de zogenaamde adogmatische of liberale strekking binnen de vrijmetselarij. Dat betekent dat zij niet werken vanuit een verplicht geloof in een opperwezen en de bijbel niet steeds in hun werkplaatsen aanwezig is. Ze hechten groot belang aan de rede en wijzen dogma's en het verplicht geloof in een geopenbaarde god af. De grote meerderheid van de leden is atheïst of agnost. De loges staan een absolute scheiding van kerk en staat voor en ijveren voor de individuele gewetensvrijheid. De loges bepleiten in dit kader ook het weren van elke invloed op godsdienst, historisch gezien met name van de Rooms-Katholieke Kerk, op de samenleving en de bevolking, hetgeen soms radicale vormen aanneemt. In dezen is de scheiding van kerk en staat niet als onderscheid of ambtelijke separatie te verstaan, maar tevens als ideaaltype van een samenleving en staat (die verregaand samenvallen in de opvatting van de betreffende loges) die zo min mogelijk door godsdienst gekenmerkt zijn. De United Grand Lodge of England bestempelt derhalve deze loges, die in België, Frankrijk, Spanje, Italië en Latijns-Amerika het overwicht binnen de vrijmetselarij vormen,  als irregulier, met andere woorden: zij worden door haar niet erkend. 
De waarden die hierbij centraal staan spruiten voort uit het modernisme, het radicaalliberalisme en de Verlichting; het zijn de beginselen van vrijheid van meningsuiting, godsdienstvrijheid, scheiding van kerk en staat, gelijkheid en broederlijkheid. Dit vertaalt zich in een humanistische visie en in de verdediging van het concept van de rechten van de mens.

## Geschiedenis

### Eenheid na de Belgische revolutie

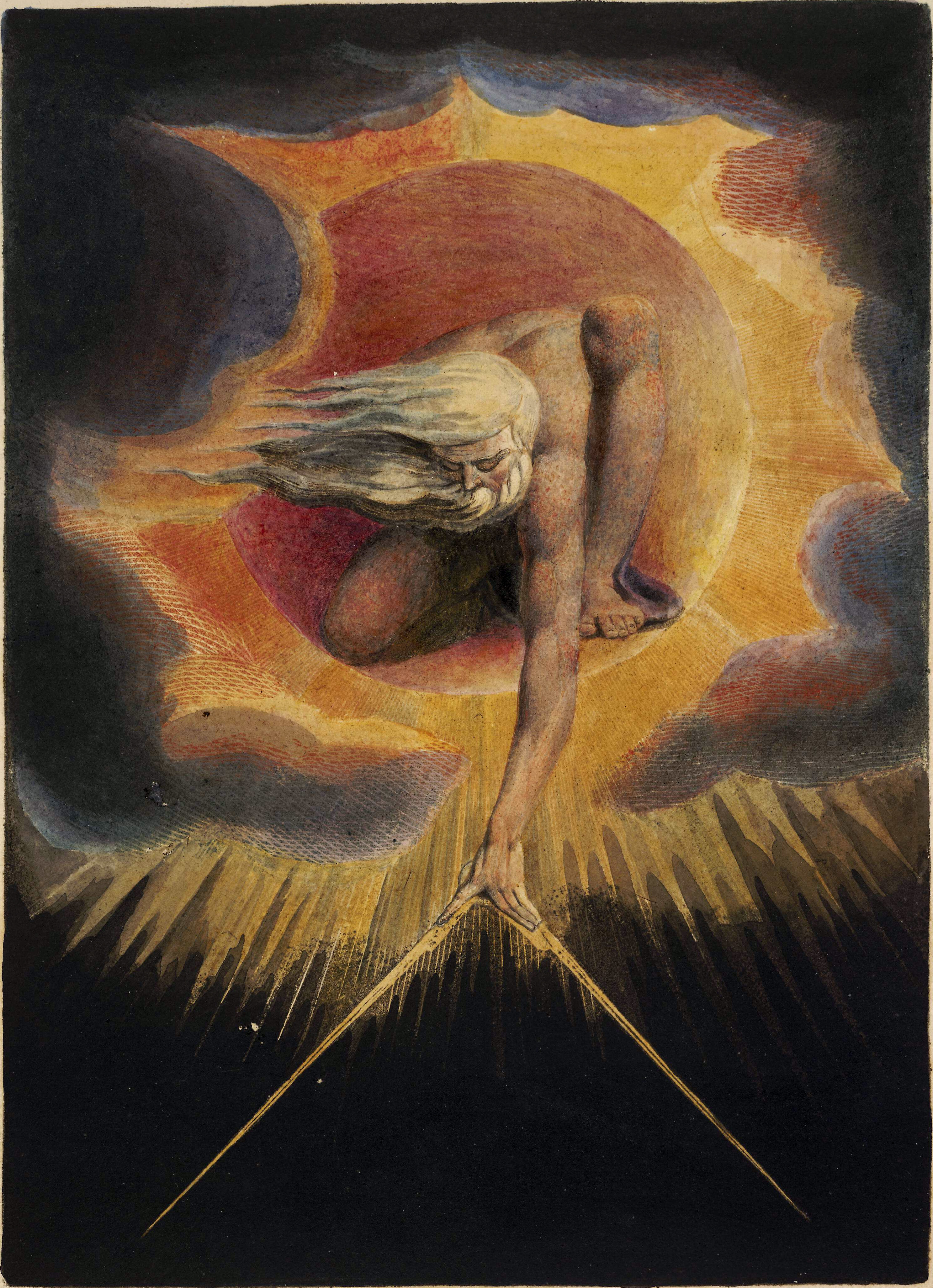
De Opperbouwmeester van het Heelal (Daniël (hoofdstuk 7), afgeschaft door het Grootoosten van België in 1872, door de kunstschilder William Blake, 1794.

Het Grootoosten van België is de oudste en belangrijkste obediëntie van vrijmetselaarsloges die door twaalf loges opgericht werd in 1833 na de Belgische revolutie. Het is de opvolger in België van het Grootoosten der Nederlanden. Niet alle loges op Belgische bodem ondersteunden deze obediëntie. Loges uit Gent en Luik bleven nog een tijd trouw aan het Grootoosten der Nederlanden of vormden een eigen obediëntie. Ten minste 60 van de 200 leden van de Nationale Conventie waren vrijmetselaars.
Deze vrijmetselaars en hun loges behoorden oorspronkelijk tot de Provinciale Grootloges voor de Oostenrijkse of Zuidelijke Nederlanden van respectievelijk de United Grand Lodge of England (U.G.L.E.), de Nationale Grossloge von Österreich (N.G.L.Ö), de Grand Orient de France (G.O.d.F.) of het Grootoosten der Nederlanden (G.O.N.).
Op 20 november 1834 werd vanuit het G.O.B. de oprichting van de Université Libre de Bruxelles aangestuurd als reactie op de oprichting te Mechelen van een katholieke universiteit. Richtinggevend hierbij was grootmeester Pierre-Théodore Verhaegen die behoorde tot de loge Les Amis Philantrophes n°1 Bruxelles.
In 1860 telde de G.O.B. 18 actieve loges: La Persévérance, Les Amis du Commerce en Les Elèves de Thémis te Antwerpen, Les Amis Philantrophes (no 1), Les Vrais Amis de l'Union en Les Amis du Progrès te Brussel, La Fidélité te Gent, La Constance te Leuven, La Regénération te Mechelen, La Parfaite Union te Bergen, L'Avenir te Charleroi, Les Frères Réunis te Doornik, L'Espérence te Nieuwpoort, Les Amis de la Parfaite Intelligence te Hoei, La Parfaite Intelligence et l'Etoile Réunis te Luik, Les Philadelphes te Verviers, L'Industrie te ... en L'Espérence te Echternach. Deze loges opereerden eentalig in het Frans.
Drie loges uit Gent, Septentrion, Félicité Bienfaisante en Les Vrais Amis; één loge uit Sint-Niklaas (Waasland), L'Aménité; één loge uit Sluis (Zeeuws-Vlaanderen), L'Amitié Sans Fin; en één loge uit Luxemburg (stad) (Luxemburg), Les Enfants de la Concorde Fortifiée, bleven voorlopig lid van de Nederlandse obediëntie. Met uitzondering van de loge te Sluis zouden ze allen tot het Belgische Grootoosten toetreden lang na 1860; de laatste in 1883. Aanleiding tot die overstap was de dood van de grootmeester van het Grootoosten der Nederlanden, prins Willem-Frederik. Sommige loges zijn dus ouder dan de koepel waartoe ze vandaag behoren.
De statuten en reglementen van het jonge Grootoosten van België waren op dat moment, zelfs naar hedendaagse normen gemeten, uitgesproken democratisch. Maar loges, die eigenlijk de eerste vorm van vrije vereniging zijn, kwamen zeer snel op het terrein van de Rooms-Katholieke Kerk vermits zij zich inhoudelijk ook met levensbeschouwing bezighouden.

### Groei naar vrijzinnig radicalisme
De Katholieke Kerk met haar centraal leergezag heeft steeds de vrijmetselarij veroordeeld en in december 1837 gaven de Belgische bisschoppen een banbrief uit die vele priesters en gewone gelovigen het Grootoosten deed verlaten: ...dat de genootschappen der vrymetselaers...vallen onder het uytdruckelyk verbod en doeming door verscheyde pausen uytgesproken....dat de geene die zulks doen onweerdig zyn de heylige absolutie te ontfangen... Hierna kon geen enkele praktiserende rooms-katholiek lid blijven van de vrijmetselarij op straffe van autoexcommunicatie. Goswin baron de Stassart werd in november 1838 tot ontslag als voorzitter van de senaat gedwongen, in 1841 nam hij ontslag als Grootmeester maar weigerde uit te treden. De brief had ook een ander effect: in drie jaar tijd werden 11 nieuwe loges opgericht. Sedertdien is het aantal Rooms-katholieken fel verminderd. Beide groepen radicaliseerden en de vrijmetselarij werd synoniem met liberalisme. Dit bleef het geval tot de Eerste Wereldoorlog. Nadien nam het socialisme een plaats in naast het liberalisme.
Op verschillende vlakken zullen vrijmetselarij en Rooms-katholicisme blijven botsen, vooral dan inzake het onderwijs. De kerk, die na 1830 driekwart van de door koning Willem I der Nederlanden geopende scholen had doen sluiten, streefde een gesubsidieerd monopolie na; de vrijmetselarij was verdediger van openbaar onderwijs.
In 1854 en na meer dan tien jaar discussies, werd artikel 154 van de ordegrondwet - het maçonnieke basisbeginsel, dat er geen politieke of religieuze discussies mochten plaatsvinden in de schoot van de loge - officieel afgeschaft.
Nochtans is het opgeven van dit beginsel in de landen van Latijnse vrijmetselarij in tegenstelling tot de landen van de Angelsaksische vrijmetselarij, niet zo vreemd. De reguliere vrijmetselarij - die aanleunt bij de conservatief christelijke opvattingen van de United Grand Lodge of England (U.G.L.E.) en een theïstisch of deïtisch wereldbeeld hanteert - is historisch ontstaan en gegroeid in gereformeerde cultuurgebieden waar het protestantisme reeds toonaangevend was. Omdat deze maatschappijen reeds hun absolutistisch karakter en dogmatische waarheidsaanspraken vanwege de kerk en staat hadden verloren, heeft de vrijmetselarij hierin geen actieve rol meer vervuld in het bereiken van deze maatschappelijke verandering. Daarom waren politieke en religieuze discussies binnen de loges ook niet meer noodzakelijk, om een katalyserende rol efficiënt te kunnen vervullen, en konden deze statutair worden verboden. Bovendien beleven in de protestantse landen de vrijmetselaars hun logearbeid heel dikwijls als een variant op hun godsdienstige samenkomsten.
De Latijnse vrijmetselarij - die haar oorsprong vindt in de opvattingen van het Belgische en Franse Grootoosten - is gegroeid in niet-gereformeerde cultuurgebieden waar het katholicisme toonaangevend was. Omdat deze maatschappijen hun absolutistisch karakter en dogmatische waarheidsaanspraken vanwege kerk en staat nog niet hadden verloren, na de Belgische Revolutie integendeel zelfs een heropleving zagen van de kerkelijke ambitie de maatschappij te domineren, heeft de vrijmetselarij hier eerst een actieve rol vervuld als katalysator van maatschappelijke verandering. Daarom waren alleen in loges politieke en religieuze discussie mogelijk. Zij werden het toevluchtsoord van de progressieve en conservatieve liberalen, die zich door het Unionisme bedrogen voelden.
Na de vrede van 1839 verzoenden de orangistische fracties van de liberalen zich met de andere liberale groepen en vanuit een aantal loges, de Antwerpse La Persévérance op kop, werden die tot één politieke formatie omgevormd. Dit gebeurde vanaf 1841 door het oprichten van één liberale kiesvereniging: l’Alliance. Dit voorbeeld vond navolging in het ganse land. De Liberale Partij werd hierdoor de eerste politieke partij in België. Van 1847 tot 1884 was een homogene liberale politieke meerderheid de baas in België. Ze verloor haar hegemonie echter naar aanleiding van de eerste schoolstrijd. Het voorstel tot (her)nationalisering van het lager onderwijs werd door de Kerk heftig bestreden, waarbij op het platteland de clerus de kiezers controleerde. In de steden bleef de liberale meerderheid behouden.
Nog voor de Grand Orient de France hiertoe overgaat in 1875, besloot het Belgische Grootoosten reeds in 1872 elke verplichte verwijzing naar de Opperbouwmeester van het Heelal uit haar statuten te schrappen. De loges die dat en andere naar de godsdienst verwijzende symbolen wilden behouden konden dat en blijven dat ook nu nog doen.
Tot 1880 stond het Belgische Grootoosten in concurrentie met de Opperraad van de Aloude en Aangenomen Schotse Ritus voor België. Beide obediënties werkten in alle graden de Aloude en Aangenomen Schotse Ritus (A.A.S.R.). In 1880 kwam een einde aan deze toestand en werd een historisch vriendschapsverdrag gesloten. Het Grootoosten zou vanaf dat moment formeel uitsluitend en exclusief optreden in de drie symbolische basisgraden, hoofdzakelijk in de ritus van de "moderns of moderne ritus, soms ten onrechte Franse genoemd. Sommige loges bleven in de A.A.S.R. werken, de opperraad in de dertig hogere graden van de A.A.S.R.
In de 19e eeuw speelden de loges van het Grootoosten van België een belangrijke rol in de verschillende emancipatorische bewegingen: de Vlaamse beweging - een aantal Vlaamse loges werkt in het Nederlands sinds 1870; het algemeen stemrecht; staatsonderwijs voor iedereen, nieuwe onderwijsmethoden; hervorming van het kiesstelsel; en de emancipatie van de vrouw.
In de 20e eeuw werd er vooral gewerkt aan het opbouwen van een netwerk van vrijzinnige organisaties die actief waren op zowat alle maatschappelijke terreinen zoals de Liga voor het Onderwijs of de Belgische Liga voor de Rechten van de Mens (1901).

### Verdeeldheid in de 20e eeuw
Op 21 november 1910 hield Georges Martin, grootmeester van de Ordre Maçonnique Mixte International Le Droit Humain (D.H.) een voordracht in de loge Les Amis Philantropes (no 1) Bruxelles. Als gevolg hiervan werd op 22 februari 1911 de eerste Belgische loge van Le Droit Humain opgericht, no 45 Egalité Bruxelles. Dat gebeurde in een tempel van Les Amis Philantropes (no 1) Bruxelles.
Vele loges zonden schriftelijke steunbetuigingen. Alhoewel het Belgische Grootoosten Le Droit Humain niet officieel erkende en samenwerking zeer omstreden was, affilieerden vele mannelijke vrijmetselaars bij deze gemengde obediëntie, bijvoorbeeld door dubbel lidmaatschap. Dit gebeurde onder andere door leden van Les Amis Philantropes (no 1) Bruxelles, Les Amis du Commerce et de la Perséverance Réunis Anvers, La Constance Louvain, Les Philadelphes Verviers en Le Travail Verviers.
Deze pioniersloge zou uitgroeien tot de Belgische federatie van Le Droit Humain in 1928, vandaag de tweede maçonnieke grootmacht in België. Deze a-dogmatische obediëntie is internationaal gericht en staat open voor dames en heren ofte gemengde vrijmetselarij. Vanaf 1922 werden er officiële vriendschapsverdragen gesloten tussen de Franse Grootoosten en Le Droit Humain. België volgde Frankrijk op de voet en de relaties verbeterden officieel.
In de voetsporen van het Belgische kolonialisme werden ook in Belgisch-Congo loges opgericht voor de aanwezige Belgen, twee in Stanleystad en één in Elisabethstad en enkele kleinere steden.
Tijdens de Eerste Wereldoorlog werden voor het eerst socialisten opgenomen in de Belgische regering. Dit werd voorbereid en begeleid vanuit het Grootoosten. De liberalen Albert Goblet d'Alviella en Paul Hymans en de socialist Emile Vandervelde, allen leden van Les Amis Philantropes (no 1) Bruxelles werden lid van het oorlogskabinet.
Alhoewel de vrijmetselarij tijdens de Eerste Wereldoorlog niet werd verboden op Belgische bodem door de Duitse militaire overheid, werd de werking moeilijker. Oorlogsloges in onbezet België, La Patrie no 1 La Panne, in Nederland, Nous Maintiendrons Den Haag, in het Verenigd Koninkrijk, Albert de Belgique Londres, in Frankrijk, La Belgique Paris en La Patrie no 2 Calais werden opgericht.
Na de Eerste Wereldoorlog werd door Emile Lefèvre en Gaston Vandermeeren een campagne gevoerd om de opname van vrouwen in het Grootoosten te realiseren. Een stemming in 1920 gaf als uitslag 15 loges tegen en 6 loges, waarvan 5 gelegen in Vlaanderen, voor.
In 1922 werd onder impuls van logeleden van het Grootoosten besloten een ‘broederlijke vereniging’ op te richten die een ontmoetingsplaats moest worden voor leden van G.O.B. en D.H. Deze vereniging zou louter evolueren tot de loge Science, Sagesse, Vérité Bruxelles onder de Grande Loge Mixte de France (G.L.M.F.). Later zou deze loge overgaan naar D.H. onder no 852.
Het Grootoosten van België heeft in 1925 getracht een internationale samenwerking van vrijmetselaars op poten te zetten, om een pacifistisch ideaal van wereldvrede na te streven. Daartoe werd de Internationale Vrijmetselaarsfederatie van de Volkenbond opgericht. Dit project was echter geen lang leven beschoren.
Tijdens de Tweede Wereldoorlog werden talrijke vrijmetselaars weggevoerd naar concentratiekampen. Anderen werden door de knokploegen van Vlaamse en Waalse collaborateurs omgebracht, waaronder de Antwerpse liberale schepen Eric Sasse, de grootmeester en gewezen minister Jules Hiernaux en zijn voorganger, de Naamse provinciegouverneur en oud-minister François Bovesse.
De vrijmetselarij werd officieel verboden door de Duitse bezetter en opnieuw werden er oorlogsloges opgericht in het Verenigd Koninkrijk, Albert de Belgique Londres, in de Verenigde Staten, Belgique-Luxembourg New York en in Duitsland, Liberté Chérie - Kamp Esterwegen en L'Obstinée - Fischbeck.

### Groei na de Tweede Wereldoorlog

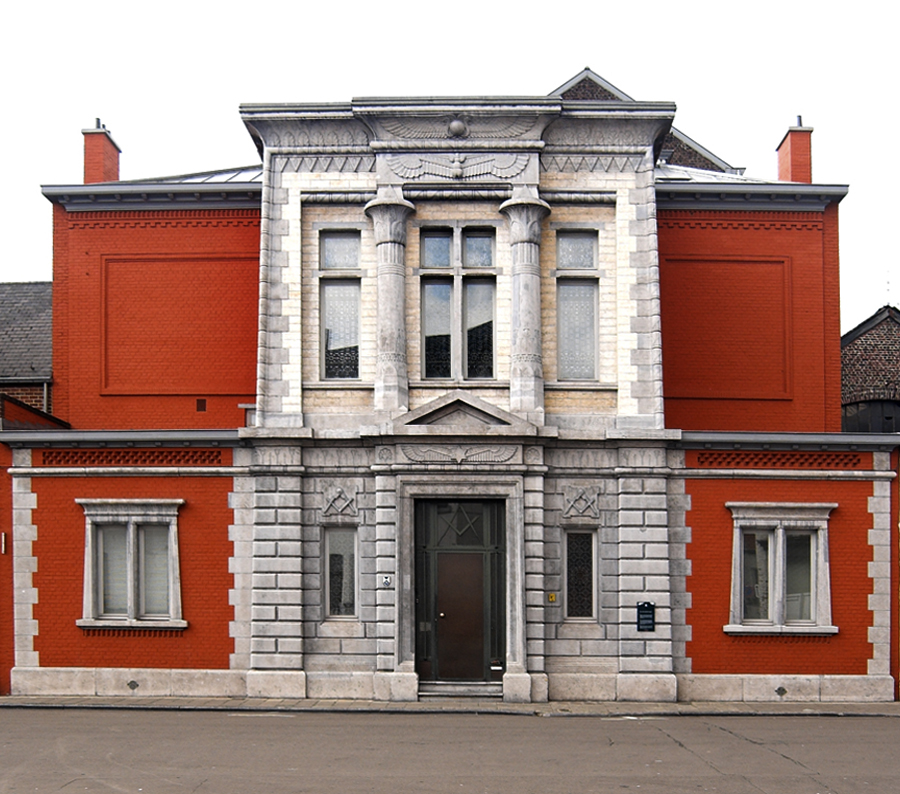
Logetempel van de oudste loge actief op Belgische bodem, La Parfaite Union Mons.

Het Grootoosten van België kwam zwaar gehavend uit de oorlog en werd meteen geconfronteerd met een conflict, hoofdzakelijk tussen leden die de oorlog in ballingschap beleefd hadden en dezen die de bezetting hadden ondergaan. Contacten met de internationale en reguliere vrijmetselarij waren de inzet, de ondergrond van het conflict bleef dezelfde, de keuze tussen religieus dogmatisme of gewetensvrijheid. De aanleiding was dan weer een discussie over het opnieuw aanknopen van contacten met de Duitse Vrijmetselarij, waarvan sommige leden zich niet al te voorbeeldig gedragen hadden.
Op 4 december 1959 scheurden opnieuw vijf loges - La Parfaite Intelligence et l’Etoile Réunies Liège, La Constance Louvain, Marnix van Sint-Aldegonde Antwerpen, Tradition et Solidarité Bruxelles en Septentrion Gent - zich van het Grootoosten van België af. Twee dagen later vormden zij in Luik de Grootloge van België (G.L.B.). Weldra volgden nog verschillende werkplaatsen, terwijl sommige, zoals De Zwijger Gent en Les Amis du Commerce et la Persévérance Réunis Antwerpen zich in twee groepen splitsten, de ene helft bleef bij het Grootoosten van België en de andere helft ging naar de Grootloge van België. De reden van de breuk moet onder andere gezocht worden in de aanhoudende discussie omtrent internationale erkenning van de Belgische adogmatische vrijmetselarij als regulier. Een tiental jaar later werd die scheuring nog eens overgedaan en werd de Reguliere Grootloge van België opgericht.
Als gevolg hiervan werd het vriendschapsverdrag met de Opperraad van de Aloude en Aangenomen Schotse Ritus voor België opgezegd. In de schoot van het Belgische Grootoosten vonden andere hogere gradenkorpsen hun oorsprong om deze breuk op te vangen, zoals het Soeverein College van de Schotse Ritus van België in 1962.
In 1969 werd het Maçonniek Studie- en Documentatiecentrum van het Grootoosten van België (MADOC) opgericht binnen de schoot van de obediëntie.
Tijdens de zeventiger jaren wordt een obediëntie opgericht exclusief voor vrouwenloges, de Vrouwengrootloge van België (V.G.L.B.). Deze koepel was ook adogmatisch van inrichting.
In 1983 werd het Grootoosten van België de Leerstoel Théodore Verhaegen naar aanleiding van haar 150-jarig bestaan opgericht aan de Université Libre de Bruxelles en de Vrije Universiteit Brussel, waarvoor zij een subsidie ontvangen om jaarlijks een lezingenreeks te organiseren aan de respectievelijke universiteiten met betrekking tot de vrijmetselarij.
In Brussel, op 28 september 1986, ontplofte een bom voor de ingang van het hoofdkwartier van het Grootoosten in de Lakensestraat te Brussel. Deze aanslag werd nooit opgeëist en de daders werden nooit gevonden.
Tegenstanders beweren dat na mei 68 het G.O.B. instrumenteel bijgedragen heeft in de totstandkoming een aantal bio-ethische wetswijzigingen. Zij beroepen zich daarbij op het feit dat de vrijgave van echtscheiding, depenalisatie van abortus-provocatus, euthanasie, de invoering van het homohuwelijk en homoadoptie van kinderen en stamcelonderzoek op de agenda van logevergaderingen voorkwamen. Vergaderingen in loge streven noch naar een beslissing noch naar een consensus; iedere vrijmetselaar trekt zijn persoonlijke conclusies.

### Nationale en internationale samenwerking
Gaandeweg is de nationale en internationale samenwerking tussen de irreguliere vrijmetselarij hersteld. De ondertekening in 1989 van een gemeenschappelijke verklaring door de grootmeesters van vier grote Belgische irreguliere obediënties, het Grootoosten van België, de Grootloge van België, de Vrouwengrootloge van België en de Belgische federatie van Le Droit Humain, was een expliciete erkenning van de goede betrekkingen die vandaag bestaan tussen de mannelijke, vrouwelijke en gemengde vrijmetselarij van adogmatische of liberale strekking in België. Alhoewel dames geen lid kunnen worden van het G.O.B. of de G.L.B. zijn ze wel toegelaten op bijna alle vergaderingen van de werkplaatsen van deze obediënties, als deze loges dit wensen. Ook omgekeerd mogen mannen zonder problemen logevergaderingen van de V.G.L.B. of D.H. bezoeken. Deze praktijk biedt een oplossing voor een administratieve gordiaanse knoop.
Het Grootoosten was een der stichtende leden van de internationale liberale vrijmetselaarskoepel Centre de Liaison et d'Informations des Pouvoirs Maçonniques Signateurs de l'Appel de Strasbourg (C.L.I.P.S.A.S) in 1961. Deze koepel werd na interne problemen in 1996 verlaten vanwege financiële malversaties en zijn gepercipieerd onvoldoende adogmatisch gehalte. Sedertdien is het G.O.B. stichtend lid van de A.M.I.L. (1996) en het Secrétariat International Maçonnique des Puissances Adogmatiques (S.I.M.P.A.) (1998). Sedert 2008 is het G.O.B. opnieuw tot C.L.I.P.S.A.S. toegetreden.
In 2002 staat de G.O.B. mee aan de wieg van de oprichting van de Souveräner GroßOrient von Deutschland.
In 2007 werd Lithos Confederatie van Loges in 2007 opgericht door een aantal vrijmetselaars van de DH die een probleem hadden met de centraliserende werking van die obediëntie, en een aantal vrijmetselaars uit de andere Belgische niet-dogmatische obediënties. Een aantal vrijmetselaars van 'De Geuzen - Antwerpen' sloot daar later bij aan en richtte de gemengde Lithos-loge 'Steen Antwerpen' op, uit onvrede met de onmogelijkheid om vrouwelijke vrijmetselaars te ontvangen in hun loge.
Het Grootoosten van België kocht en renoveerde van 2005 tot 2009 het geklasseerde gebouw, Hotel Dewez, in de Lakensestraat te Brussel. De renovatie werd onder andere gefinancierd door subsidies vanwege het Brussels Gewest ten belope van 2 miljoen euro. Ook de Koning Boudewijnstichting verleende haar medewerking in het aanbieden van fiscale belastingsvoordelen bij het fondsenwerven. Na afsluiten van de renovatie werd de hoofdzetel van de obediëntie hier gevestigd, evenals het Belgisch Museum van de Vrijmetselarij.
Eind 2007 werd een documentaire over het Belgische Grootoosten uitgezonden in de televisie-uitzending Les Bureaux du Pouvoir op de RTBF. Deze uitzending kadert in een nieuwe strategie om iets meer de publiciteit op te zoeken vanwege de Belgische vrijmetselarij.
In maart 2008 nam het Belgische Grootoosten voor het eerst deel aan het Foire du Livre te Brussel en stelde enkele publicaties voor van zijn kort daarvoor opgerichte uitgeverij, Editions du Grand Orient de Belgique. Tezelfdertijd vond op 6 maart een uniek en historisch debat plaats tussen de grootmeester van het Belgische Grootoosten, Henri Bartholomeeusen en de Belgische primaat Godfried kardinaal Danneels.
In maart 2009 werd een hoorzitting georganiseerd in het Europees Parlement omtrent 'De Laïciteit in de Europese Unie' door PS-politica Véronique De Keyser namens de PSE-fractie. De grootmeesters van het Belgische en Franse Grootoosten, Bertrand Fondu en Pierre Lambicchi, en de grootmeesteressen van de Belgische en Franse Vrouwengrootloge, Jacqueline Lambermont en Yvette Nicolas hielden er voordrachten met betrekking tot de verhouding van de Europese vrijzinnigheid tot de vrijmetselarij. Het Grootoosten van Frankrijk en dat van België hebben traditioneel goede betrekkingen maar dat betekent niet dat er geen verschil in standpunten, stijl of methode is.

## Organisatie

Passer en winkelhaak zijn de bekendste maçonnieke symbolen bij uitstek van het grote publiek.

### Juridisch
De obediëntie is een vereniging zonder winstoogmerk. De hoofdzetel van de obediëntie is gevestigd te 1000 Brussel, Lakensestraat 75.
Ook aanverwante initiatieven en afzonderlijke loges hebben het statuut van een rechtspersoon.

### Structureel
Het Grootoosten van België is een Belgische federatieve obediëntie van mannelijke vrijmetselaarsloges, vrouwelijke vrijmetselaarsloges en gemengde vrijmetselaarsloges.

### Bestuurlijk
Het Grootoosten van België kent wetgevende, uitvoerende en rechtsprekende organen:
- De (grond)wetgevende macht wordt waargenomen door de Vergadering van het Grootoosten. Dit is het hoogste orgaan en functioneert als intern parlement. Het is samengesteld uit vertegenwoordigers van alle loges die tot de obediëntie behoren - minimaal 2 waaronder de achtbare voorzitter en maximaal 7 - afhankelijk van het ledenaantal van elke loge. Zij wordt aangevuld met alle leden van de Administratieve Commissie van het Grootoosten. Deze vergadering moest minstens tweemaal per jaar samenkomen.
- De uitvoerende macht wordt waargenomen door twee organen:
  - Dit is enerzijds de Administratieve Commissie van het Grootoosten bestaat uit twaalf leden die verkozen worden door de Vergadering van het Grootoosten. Dit zijn de grootmeester-nationaal, twee toegevoegde grootmeesters-nationaal, 1e grootopziener, 2e grootopziener, grootorator, grootsecretaris-archivaris, grootpenningmeester, grooteconoom-architect, grootkeurmeester, grootceremoniemeester en grootexpert-dekker. De voormalige grootmeester-nationaal is lid met raadgevende stem, evenals elke (voormalige) grootmeester-nationaal honoris causa. Dit orgaan vormt het kernbestuur van het G.O.B. en wordt voorgezeten door de grootmeester' nationaal. Deze organen en functies worden verkozen door de vergadering voor een periode van drie jaar en moeten minstens eenmaal per maand vergaderen. Afwisselend wordt een kandidaat uit Wallonië, Brussel en Vlaanderen gekozen.
  - Hiernaast bestaat er nog een Grootcollege van het Grootoosten, een orgaan dat functioneert als een uitgebreid bestuur en is samengesteld uit de actuele voorzitters van elke aangesloten loge en de leden van het kernbestuur. Dit orgaan vergadert minstens viermaal per jaar.
- Hiernaast bestaat er ook nog een orgaan dat functioneert als een rechtsprekende macht in de vorm van een beroepscollege, de Vrijmetselaarsrechtbank van beroep. Dit orgaan oordeelt in beroep over de volgende straffen die in eerste aanleg door logerechtbanken aan individuele broeders werden opgelegd:
  - een blaam
  - een publieke blaam
  - een opschorting van lidmaatschap van bepaalde duur
  - een opschorting van lidmaatschap van onbepaalde duur
  - een uitsluiting van lidmaatschap

Verder zijn er nog administratieve organen:
- Een grootinspecteur wordt aangeduid door het Grootcollege voor elke aangesloten loge, meestal in de persoon van een voormalig achtbare meester. Hij adviseert en helpt de actuele achtbare meester en brengt verslag uit bij de obediëntie met betrekking tot het logeleven.
- Een Permanent secretariaat functioneert als orgaan van kabinetsmedewerkers van de grootmeester-nationaal en de Administratieve Commissie.

### Statistisch
Het Grootoosten van België is de grootste van de obediënties die actief zijn op Belgische bodem. Daar waar het in 1973 50 loges en ca. 5.500 leden telde, telt het anno 2009 ongeveer 10.000 leden, verspreid over 108 werkplaatsen in binnen- en buitenland:
- in België (106):
  - Aalst (3), Antwerpen (8), Aarlen, Aat, Bergen (3), Binche, Bouillon, Brugge (3), Brussel (33), Charleroi, Couvin, De Panne, Dinant, Doornik (2), Durbuy, Genepiën (2), Geldenaken, Gent (4), Hasselt, Hoei (2), Kortrijk, La Louvière, Leuven (1), Luik (7), Marbaix-la-Tour, Mariemont, Mechelen, Morlanwelz, Namen (3), Nijvel, Oostende, Oudenaarde, Sambreville, Seraing, Sint-Niklaas, Spa, Thuin, Tienen, Turnhout, Verviers, Villers-la-Ville, Wezet, Waterloo, Waver, Wépion.
- in Nederland (3):
  - Den Haag, Delft, Venlo
- in het Groothertogdom Luxemburg (2)
  - Luxemburg stad
  - Echternach
- in het Verenigd Koninkrijk (1):
  - Londen
- in Frankrijk (2):
  - Parijs, Calais
- in Duitsland (1):
  - Esterwegen
- in de Verenigde Staten (1):
  - New York
- in Burundi (1):
  - Bujumbura
- in de Onafhankelijke Congostaat (7):
  - Leopoldstad, Elisabethstad, Jadotstad, Stanleystad, Bukavu, Usumbura, Kolwezi, Coquilhatstad

Gemiddeld zouden er zo'n 83 leden per loge zijn. Door het stijgende aantal nieuwe werkplaatsen de afgelopen vier decennia daalt het aantal leden per loge. De gemiddelde leeftijd in 2006 was 58 jaar.
Sommige van deze loges met zetel in Vlaanderen zijn uitsluitend Franstalig: Les Amis du Commerce et La Persévérance Réunis Anvers, Les Trois Niveaux Ostende en Les Vrais Amis Gand/Gent. Deze laatste is tweetalig. Andere loges dragen nog een Franstalige naam, die stamt uit de Franse bezetting: La Flandre- Brugge en Les Elèves de Thémis Antwerpen.
Actueel is de taalkundige verdeling van de gehanteerde werktaal als volgt verdeelt (108):
- eentalig Frans: 79 loges, gelegen in het Waalse, Brusselse en Vlaamse Gewest
- eentalig Nederlands: 28 loges, gelegen in het Vlaamse en Brusselse Gewest
- tweetalig Frans-Nederlands: 1 loge, gelegen in het Vlaamse Gewest

Actueel is de geografische verdeling van de loges over de gewesten als volgt (108):
- Waals Gewest: 44 loges, eentalig Frans
- Brussels Gewest: 33 loges waarvan 30 Franstalige en 3 Nederlandstalige
- Vlaams Gewest: 29 loges waarvan 25 Nederlandstalige, 3 Franstalige en 1 tweetalige
- Buitenland: 2 loges, eentalig Frans

Brussel blijft het maçonnieke zwaartepunt in de Belgische vrijmetselarij, dat nog steeds grotendeels Franstalig is.

## Instellingen

### Maçonniek Studie- en Documentatiecentrum
Het Maçonniek Studie- en Documentatiecentrum van het Grootoosten van België (MADOC), gemeenlijk CEDOM genoemd naar het Frans, werd in 1969 opgericht op initiatief van toenmalig grootmeester Robert Dille.
Het CEDOM startte met ongeveer 300 boeken en een tiental tijdschriften, maar is sindsdien uitgegroeid tot een waar maçonniek archief. Vandaag de dag beschikt het over meer dan 6.000 titels en 60 lopende en 130 niet langer lopende tijdschriften. Het CEDOM beschikt ook over een artikelendatabank met meer dan 16.000 documenten en een referentiedatabank met meer dan 10.000 referenties. Ook bouwstukken (studies en voordrachten) van broeders worden er verzameld en gearchiveerd.
Het CEDOM was oorspronkelijk gelegen aan de Lakensestraat 79 en verhuisde later naar nummer 77, waar het over een aparte toegang beschikt. Dit geeft mogelijkheid aan profanen met toestemming CEDOM te bezoeken, zonder risico van indiscretie met betrekking tot de vrijmetselarij en haar leden.
Vandaag de dag participeren naast het G.O.B. ook de G.L.B., de Belgische federatie D.H. en de V.G.L.B. in het CEDOM.

#### Doelstellingen
Het CEDOM heeft als voornaamste doelstellingen:
- het verzamelen van documentatie met betrekking tot vrijmetselarij, maar ook van onderwerpen die in onze interessesfeer liggen zoals de rechten van de mens, ethiek, ..., voor verdere analyse, systematische ordening en verdere verspreiding onder de leden,
- de bibliografische gegevens van alle individuele logebibliotheken centraliseren, alsook de inhoud van hun archieven,
- de samenwerking met andere Belgische obediënties stimuleren,
- het wetenschappelijk onderzoek met betrekking tot de vrijmetselarij bevorderen, door studenten en vorsers onder bepaalde voorwaarden gebruik te laten maken van de collecties van het centrum.

Het CEDOM beschikt o.a. over volgende verzamelingen:
- gespecialiseerde bibliotheek met boeken betreffende riten, symbolen, biografieën, geschiedenis, filosofie van de vrijmetselarij, en een zestigtal maçonnieke tijdschriften uit 12 verschillende landen,
- archieven van loges,
- documenten met betrekking tot internationale betrekkingen.

In beginsel is het CEDOM enkel toegankelijk voor Belgische vrijmetselaars onafhankelijk van hun obediëntiële affiliatie. Soms worden niet-vrijmetselaars toegelaten zoals studenten en vorsers. Zij dienen een brief aan het Grootoosten van België te richten met een duidelijke omschrijving van de aard van hun onderzoek. De Administratieve Commissie zal deze aanvraag dan onderzoeken en eventueel haar goedkeuring geven.

### Belgisch Museum van de Vrijmetselarij
Het Belgisch Museum van de Vrijmetselarij werd opgericht in 1985. De collectie van dit museum bevat stukken van alle obediënties actief op Belgische bodem. Het museum is lid van de Vereniging van Belgische Musea, de International Council of Museums en de Association des Musées Maçonniques Européens.

### OPUS
Een interobediëntionele tewerkstellingsdienst bestaat op federaal niveau met als bedoeling de contacten tussen enerzijds werkzoekende broeders en anderzijds jobaanbiedende broeders te formaliseren en optimaliseren.

### Logos
Logos is de naam van het actuele ledenblad van het G.O.B. Voordien bestonden meerdere andere ledenbladen zoals:
- Bulletin du G.O.B. (1872-XXXX),
- Bulletin annuel du G.O.B. (1913-XXXX),
- Les Cahiers Maçonniques du G.O.B. (1952-XXXX),
- Feuillets d'Information du G.O.B.-Informatiebladen van het G.O.B. (19XX-19XX)
- Feuillets Annual du G.O.B.-Jaarlijkse Bladen van het G.O.B.. (19XX)

De afzonderlijke werkplaatsen beschikken over eigen ledenblaadjes.

### Uitgaven van het Grootoosten van België
Ter gelegenheid van de 175e verjaardag van het Grootoosten van België werd een eigen uitgeverij opgericht, Uitgaven van het Grootoosten van België, in het Frans Éditions du Grand Orient de Belgique genoemd.

### Uitstralingsfonds
Een uitstralingsfonds bestaat op federaal niveau met als taak op tastbare en materiële wijze bij te dragen aan de concretisering van de vrijmetselaarsidealen. Dit fonds werkt enerzijds als hulpinstelling voor het beheer van onroerende goederen van de aangesloten loges en de obediëntie en anderzijds als sociale hulpkas voor goede werken die financiële en materiële bijstand verleend aan zowel individuele broeders als verdienstelijke profane of paramaçonnieke verenigingen.
Elke loge is verplicht jaarlijks hiervoor financiële middelen af te dragen.

### Ontwikkelingsfonds
Het ontwikkelingsfonds functioneert als hulpinstelling voor humanitaire acties waartoe de vrijmetselarij wenst bij te dragen.
Het staat elke loge vrij hiervoor financiële middelen af te dragen.

## Aangesloten loges

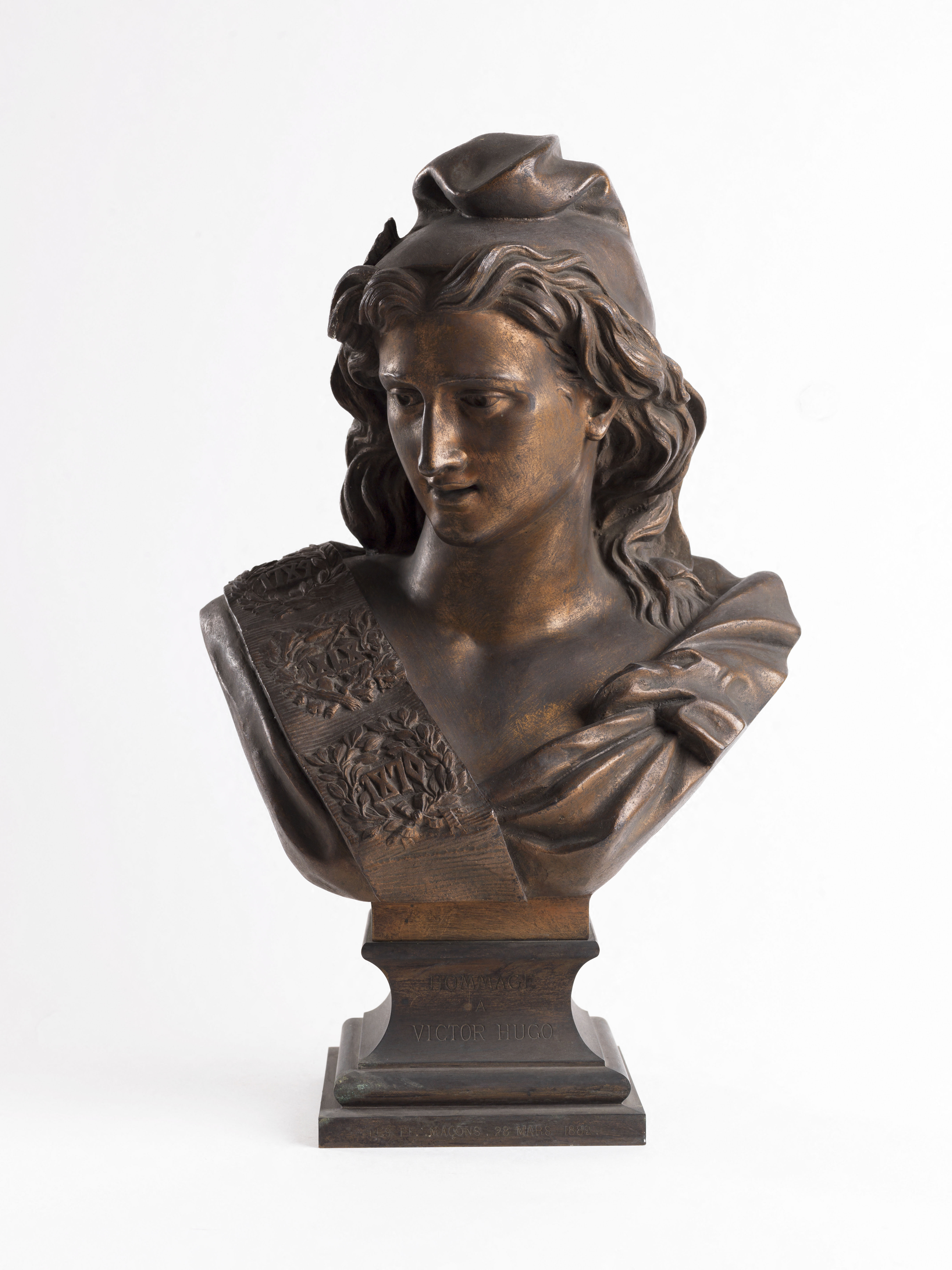
Marianne, symbool van de Franse Revolutie gehuld in maçonnieke symbolen.

In de volgende steden zijn of waren loges gevestigd:

### België
- Aalst:
  - no 58: Ontwaken (1973) - Nederlandstalig
  - no 104: Galileo (1988) - Nederlandstalig
  - no 114: Het Reveil (XXXX-XXXX/1995) - Nederlandstalig
- Aarlen:
  - no 112: L'Etoile de Lorraine (1994) - Franstalig
- Aat:
  - no 106: La Renaissance (1839/1989) - Franstalig
  - no 129: Saint-Jean La Renaissance (2016/2016)
- Antwerpen:
  - no  - : Les Amis du Commerce (1804-1850) - Franstalig (*) (oud no 7 in 1833)
  - no  - : Les Amis Sincères du Roi et de la Patrie/La Persévérance (1818-1850) - Franstalig
  - no 8: Les Amis du Commerce et La Persévérance Réunis (1804/1850) - Franstalig - rood en groen
  - no 10: Les Elèves de Thémis (1807) - Franstalig - wit met zoom van rood (1807-1874); Nederlandstalig (1874); Duitstalig (1895-1909)
  - no 18: Marnix van Sint-Aldegonde (1889) - Nederlandstalig - oranje wit blauw overgegaan naar G.L.B. (1959) (**)
  - no 19: Anglo-Belge (XXXX/1923) - Engelstalig overgegaan naar G.L.S. (1933)
  - no  ... : Hansa (1909-1914) - Duitstalig
  - no 38: De Geuzen (1956) - Nederlandstalig
  - no  - : La Concorde Universelle (1775/1959) - Franstalig overgegaan naar G.L.B. (1960)
  - no 46: Georges Beernaerts (1962) - Nederlandstalig
  - no 62: Salvador Allende (1974) - Nederlandstalig
  - no 91: Opera (1985) - Nederlandstalig
  - no 96: Het Truweel in Antwerpen (1986) - Nederlandstalig
  - no 105: De Werf (1989) - Nederlandstalig
- Bergen:
  - no 1: La Parfaite Union/La Concorde (1721/????) - Franstalig - azuur en zilver (*) (oud no 4 in 1833)
  - no 67: La Parfaite Harmonie (1763/1977) - Franstalig
  - no 84: Les Droits de l'Homme (1982) - Franstalig
- Beverlo:
  - no  - : L'Union Militaire (1836-XXXX) - Franstalig
- Binche:
  - no 108: La Flute Enchentée (1992) - Franstalig
  - no 126: Le Ramon (2014) - Franstalig
- Bouillon:
  - no 52: Iris (Marbehan) (1965) - Franstalig
- Brugge:
  - no  - : La Réunion des Amis du Nord (1803/1837-XXXX) - Franstalig
  - no 17: La Flandre (1881) - Nederlandstalig - zwart en goudgeel
  - no 81: Tanchelijn (1981) - Nederlandstalig
  - no 107: Het Vierde Punt (1991) - Nederlandstalig
- Brussel:
  - no 4: Les Vrais Amis de l'Union et du Progrès Réunis (1782) - Franstalig - blauw geel rood (*) (oud no 2 in 1833)
  - no 5: Les Amis Philanthropes n°1 (1799) - Franstalig - rood en blauw (*) (oud no 3 in 1833)
  - no  - : L'Espérance (1805-XXXX) - Franstalig (*) (oud no 8 in 1833)
  - no  - : La Paix et le Candeur (1814-XXXX) - Franstalig (*) (oud no 5 in 1833)
  - no  - : Les Amis de l' Ordre (Bruxelles, Louvain, Namur) (1831-XXXX) - Franstalig (*) (oud no 12 in 1833)
  - no  - : Le Travail (1840-XXXX) - Franstalig
  - no  - : La Fraternité (1848-XXXX) - Franstalig overgekomen van F.M.B. (1854)
  - no 6: Les Amis Philanthropes numèro 2 (1798/1895-XXXX) - Franstalig - rood en blauw
  - no 7: Les Amis Philanthropes n°3 (1911) - Franstalig - rood en groen
  - no 22: Action et Solidarité (n°1) (1924) - Franstalig - amarant en ijzerzilver
  - no 23: Prométhée (1929) - Franstalig - azuur en zilver
  - no 25: Balder (1932) - Nederlandstalig - geel en grijszilver
  - no 30: La Fraternité (1946) - Franstalig
  - no 31: Action et Solidarité n°2 (1949) - Franstalig
  - no 32: Action et Solidarité n°3 (1949) - Franstalig
  - no 34: L'Amitié-Victor Bohet (1952) - Franstalig
  - no 41: Tradition et Solidarité (1958) - Franstalig overgegaan naar G.L.B. (1959) (***)
  - no 42: Le Libre Examen (n°1) (1960) - Franstalig
  - no 44: L’Amitié Fraternelle (1961) - Franstalig
  - no 48: Le Ciment (1964) - Franstalig
  - no 53: Branding (1968) - Nederlandstalig
  - no 56: Les Amis Philanthropes numéro 4-Henri Saint-Jean (1972) - Franstalig
  - no 57: La Pierre Angulaire (1973) - Franstalig
  - no 59: Les Amis Philanthropes numèro 2 Omega (1895/1973) - Franstalig
  - no 60: Les Amis Philanthropes numèro 2 Alpha (1895/1973) - Franstalig
  - no 63: Voltaire (1976) - Franstalig
  - no 66: Saint Jean d’Ecosse (1976) - Franstalig
  - no 69: Le Libre Examen n°2 (1977) - Franstalig
  - no 71: La Source (1978) - Franstalig
  - no 76: Hermès (1980) - Franstalig overgekomen van G.L.B. (1980)
  - no 77: De Vier Ghecroonde (1980) - Nederlandstalig
  - no 79: Action et Progrès (1980) - Franstalig
  - no 80: Action et Solidarité 80 (1980) - Franstalig
  - no 82: Anderson (1982) - Franstalig
  - no 83: Le temps des Cerises (1982) - Franstalig
  - no 85: Athena (1983) - Franstalig
  - no 90: Fraternité l'Espérence (1984) - Franstalig
  - no 110: Le Juste Milieu (1992) - Franstalig
  - no 113: La Butte aux Cailles (1995) - Franstalig
  - no 121: Imagine (2001) - Franstalig
  - no 122: Harmonie (2005) - Franstalig
  - no 125: Les Amis Philanthropes n°7 Delta (2012) - Franstalig
  - no 128: L'Arpenteur (2016) - Franstalig
- Charleroi/Lodelinsart:
  - no  - : L'Avenir (1837-XXXX) - Franstalig
  - no  - : L'Industrie (XXXX-XXXX) - Franstalig
  - no  - : L'Avenir et l'Industie (XXXX-XXXX) - Franstalig
  - no 16: La Charité (1879) - Franstalig - rood geel zwart
  - no  ... : L'Espérance (1959) - Franstalig overgegaan naar G.L.B. (1960)
- Couvin:
  - Nº 75: Authenticité (Lompret) (1980) - Franstalig
- Dendermonde:
  - no  - : Le Bouclier Belge (1835-XXXX) - Franstalig
- De Panne:
  - no 21 quater: La Patrie (n°1) (1915-1918) - Franstalig
  - no 111: Viertorre (1994) - Nederlandstalig
- Dinant:
  - no 89: Les Enfants de la Bonne Amitié (1838/1984) - Franstalig
- Doornik:
  - no 19: Les Frères Réunis (1769/1906) - Franstalig - azuurblauw (**) (oud no 1 in 1833)
- Durbuy:
  - no 68: L'Etoile des Ardennes (Forrières) (1841-1854/1977) - Franstalig
- Geldenaken:
  - no 99: Les Degrés du Temple (1987) - Franstalig
- Genepiën:
  - no 78: Saint-Jean la Fidélité (1980) - Franstalig
  - no 103: La Règle (1989) - Franstalig
- Gent: (Tussen ‘t Pas 9 te 9000 Gent)
  - no 13: Le Septentrion (1811) - Franstalig oranje en koningsblauw overgegaan naar G.L.B (1959) (**)
  - no  - : La Fidélité G.O.B. (1838-XXXX) - Franstalig
  - no 14: La Liberté (loge) (1865) - Franstalig zwart en zilver overgegaan naar G.L.B. (1960)
  - no 28: De Zwijger G.O.B. (1935) - Nederlandstalig - groen en wit
  - no 43: Les Vrais Amis (1807/1960) - Franstalig
  - no 64: Bevrijding (1976) - Nederlandstalig
  - no 87: Acacia (1983) - Nederlandstalig
  - no 124: Bevrijding Alfa (2011) - Nederlandstalig
- Hasselt:
  - no 49: Tijl Uilenspiegel (1964) - Nederlandstalig
- Herve:
  - no 123: Equi-Libres (2011) - Franstalig
- Hoei:
  - no 11: Les Amis de la Parfaite Intelligence (1809) - Franstalig - rood en blauw overgekomen van F.M.B. (1854) (***)
  - no 86: La Voûte Etoilée (1983) - Franstalig
- Ieper:
  - no  - : Amicitia (1838-1841) - Franstalig

- Kortrijk:

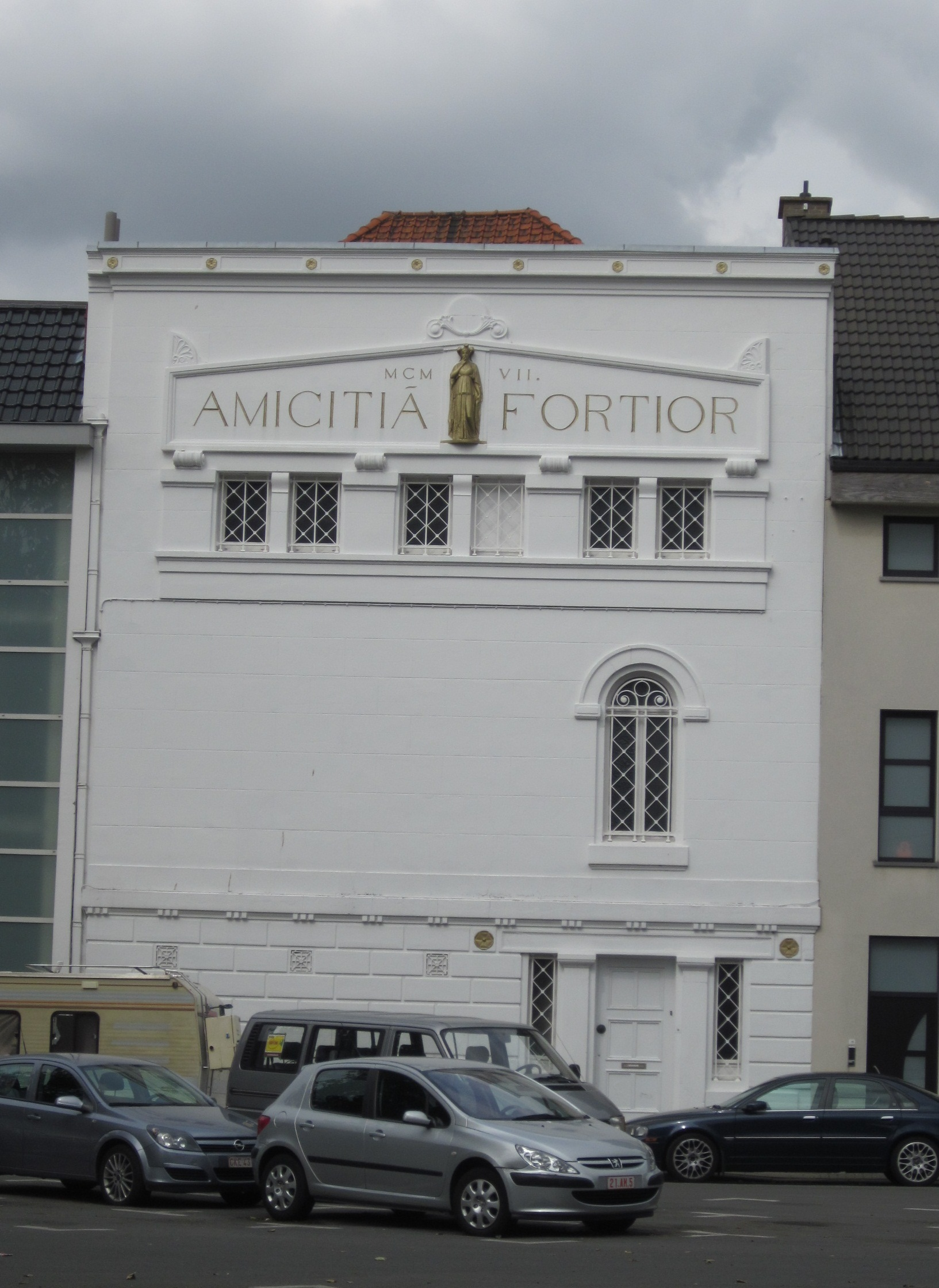
Vrijmetselaarsloge, Houtmarkt 18 Kortrijk

  - no 20: L'Amitié (1803/1906) - tweetalig - wit en rood (1971) (*) (oud no 6 in 1833)
- La Louvière:
  - no 27: Union et Charité-Georges Pirson (Morlanwelz) (1934) - Franstalig - blauw met driekleurige zoom
- Leopoldsburg:
  - no  ... : L'Union Militaire (1836-XXXX) - Franstalig
- Leuven
  - no 9: La Constance (1808) - Nederlandstalig - azuur en rood - overgegaan naar G.L.B (1959) (*) (**) (oud no 10 in 1833)
  - no 70: Open Raam (1978) - Nederlandstalig
- Luik:
  - no 3: La Parfaite Intelligence et l'Etoile Réunies (1775) - Franstalig - azuur met zoom van zilver overgekomen van F.M.B. (1854) overgegaan naar G.L.B. (1959) overgekomen van G.L.B. (1970) (**) (***)
  - no 24: Hiram (1930) - Franstalig - rood en wit
  - no 45: Delta (1965) - Franstalig
  - no 50: Les Chantiers du Temple (1964) - Franstalig
  - no 92: André-Modeste Grétry (1985) - Franstalig
  - no 97: Le Rameau d'Or (1987) - Franstalig
  - no 118: Sirius (1996) - Franstalig overgekomen van S.S.M.M. (1996)
- Marbaix-la-Tour:
  - no 117: Marianne (1996) - Franstalig
- Mechelen:
  - no  - : La Rénégération (1835-XXXX) - Franstalig
  - no 88: Kentering (1984) - Nederlandstalig
- Morlanwelz (Mariemont):
  - no 72: Union et Charité n°2-Lucien Dufrasne (1978) - Franstalig
  - no 102: Anthropos (1988) - Franstalig
- Moeskroen:
  - no 127: Amicitia (2016) - Franstalig
- Namen:
  - no 2: La Bonne Amitié (n°1)-François Bovesse (1770) - Franstalig - blauw wit rood
  - no  - : Les Défenseurs de Léopold et de la Patrie (1834-XXXX) - Franstalig
  - no 54: La Bonne Amitié n°2-Leopold de Hulster (1969) - Franstalig
  - no 115: Franchise et Sérénité (1996) - Franstalig
- Nieuwpoort:
  - no  - : L'Espérence (XXXX-XXXX) - Franstalig
- Nijvel:
  - no 55: Les Amis Discrèts (Loupoigne) (1807-1844/1972) - Franstalig
  - no 119: Y6K (1999) - Franstalig
- Oostende:
  - no 26: Les Trois Niveaux (1784/1933) - Franstalig- lichtblauw rood en geel
  - no 29: Simon Stevin (Brugge) (1939) - Nederlandstalig overgegaan naar G.L.B. (1959) (**)
  - no 47: Phoenix (1963) - Nederlandstalig
- Oudenaarde:
  - no  - : Aurore (XXXX-XXXX) - Franstalig (*) (oud no 9 in 1833)
  - no 93: Dageraad (i.) (1986) - Nederlandstalig
- Sambreville:
  - no 100: Amitié-Charité Sambre et Lumière (1987) - Franstalig
- Seraing:
  - no 40: L'Incorruptible (1958) - Franstalig
- Sint-Niklaas:
  - no 109: Reinaerd (1992) - Nederlandstalig
- Spa:
  - no 15: L'Avenir/L'Indivisible (1779) - Franstalig azuurblauw en goud
- Thuin:
  - no 94: La Fidélité-Arthur Régniers (1985) - Franstalig
- Tienen:
  - no 95: Multatuli (1986) - Nederlandstalig overgekomen van D.H. (1986)
- Turnhout:
  - no 61: De Waag (Dessel) (1974) - Nederlandstalig
- Verviers:
  - no 12: Les Philadelphes (1809-19..) - Franstalig - kersrood en argent overgekomen van F.M.B. (1854) (***)
  - no 16: Le Travail (1869-19..) - Franstalig - zwart met zoom van rood
  - no 12: Les Philadelphes et le Travail Réunies (1809/19..) - Franstalig
  - no  - : Les Amis de l'Indépendence (1834-XXXX) - Franstalig
  - no 98: Tolérance et Liberté (1987) - Franstalig
- Villers-la-Ville:
  - no 116: Victor Horta (1996) - Franstalig
- Waterloo:
  - no 73: La Pyramide (1979) - Franstalig
- Waver:
  - no 51: Sagesse et Raison (Loupoigne) (1964) - Franstalig
- Wépion:
  - no 101: La Pierre Blanche (1989) - Franstalig
- Wezet:
  - no 65: Robespierre (Lixhe) (1976) - Franstalig

### Nederland
- Venlo:
  - no  - : La Simplicité (1819) - Nederlandstalig - overgegaan naar G.O.N. (1838) (*) (oud no 11 in 1833)
- Den Haag:
  - no  ... : Nous Maintiendrons (1914-1918) (inactief)
- Delft:
  - no 74: De Watergeuzen (Den Haag, Utrecht) (1980-XXXX) - Nederlandstalig (inactief)

### Groothertogdom Luxemburg
- Echternach:
  - no  ... : L'Espérance (XXXX-XXXX) - Franstalig (inactief)
- Luxemburg stad
  - no 120: L'Espérance (1948) - Franstalig overgekomen van G.O.L. (1999)

### Verenigd Koninkrijk
- Londen:
  - no  ... : Albert de Belgique (1914-1920 en tijdens de Tweede Wereldoorlog) - Franstalig (inactief)
  - no  ... : Grand Maître Charles Magnette (1914-1918) - Franstalig (inactief)

### Frankrijk
- Parijs:
  - no 21 bis: La Belgique (1914-1918) - Franstalig (inactief)
- Calais:
  - no 21 quater: La Patrie n°2 (1915-1918) - Franstalig (inactief)
- Le Havre:
  - no 21 quinquies: Ordre et Progrès (1916-1918) - Franstalig (inactief)

### Duitsland
- Esterwegen:
  - no 29 bis: Liberté Chérie (1943-1945) - Franstalig (inactief)
- Fischbeck:
  - no 29 ter: L'Obstinée (1943-1945) - Franstalig (inactief)

### Spanje
- Barcelona:
  - no  ... : La Phare du Progrès (XXXX-XXXX) - Franstalig (inactief)

### Verenigde Staten
- New York:
  - no  ... : Belgique-Luxembourg (1941-1945) - Franstalig (inactief)

### Ruanda-Urundi/Burundi
- Bujumbura:
  - no 35: Union et Action (1953-19XX) - Franstalig (inactief)

### Belgisch-Congo/Congo-Kinshasa
- Leopoldstad:
  - no 21: Ere Nouvelle (1910-19XX) - Franstalig (inactief)
  - no  ... : Daennen (19XX-19XX)) - Franstalig (inactief)
- Elisabethstad:
  - no 33: Labor et Libertas (1951-19XX) - Franstalig (inactief)
- Jadotstad:
  - no 37: Action et Progrès (1958-19XX) - Franstalig (inactief)
- Stanleystad:
  - no 39: Aurore (1957-19XX) - Franstalig (inactief)
- Costermansstad:
  - no 36: Eleutheria (1955-19XX) - Franstalig (inactief)
- Kolwezi:
  - driehoek: ... - Franstalig (inactief)
- Coquilhatstad
  - driehoek: ... - Franstalig (inactief)

(*) stichtende loge Grootoosten van België (G.O.B.)

(**) stichtende loge Grootloge van België (G.L.B.)

(***) stichtende loge Fédération Maçonnique Belge (F.M.B.)

## Grootmeesters
Sinds 1868 wordt de grootmeester verkozen voor een mandaat van drie jaar. Alle grootmeesters van het G.O.B. waren tevens als 33° vrijmetselaar lid van een hogere gradenkorps dat werkt met de Aloude en Aangenomen Schotse Ritus, of gelijkaardig ritenstelsel.
- 1833-1835: Joseph-Marie Defrenne (1767-1847) (Les Amis Philanthropes, Brussel): verkozen als grote opziener om tijdelijk de leiding op zich te nemen.
- 1835-1842: Goswin de Stassart (1780-1854) (La Bonne Amitié, Namen)
- 1842-1854: Eugène Defacqz (1797-1871) (Les Amis du Progrès, Brussel)
- 1854-1862: Pierre-Théodore Verhaegen (1796-1862) (Les Amis Philantrophes, Brussel): verkozen als grootmeester ad interim in eigen recht na jarenlange vertegenwoordiging van de grootmeester.
- 1863-1868: Joseph Van Schoor (1806-1895) (Les Vrais Amis de l'Union et du Progrès Réunis, Brussel): eerste opziener en grootmeester ad interim.
- 1868-1871: Pierre Van Humbeeck (1829-1890) (Les Vrais Amis de l'Union et du Progrès Réunis, Brussel)
- 1871-1874: Auguste Couvreur (1827-1894) (Les Amis Philanthropes, Brussel)
- 1874-1877: Henri Bergé (1835-1911) (Les Vrais Amis de l'Union et du Progrès Réunis, Brussel)
- 1877-1880: Auguste Couvreur (1827-1894) (Les Amis Philanthropes, Brussel)
- 1880-1883: Henri Bergé (1835-1911) (Les Vrais Amis de l'Union et du Progrès Réunis, Brussel)
- 1883-1886: Eugène Goblet d'Alviella (1846-1925) (Les Amis Philanthropes, Brussel)
- 1886-1889: Victor Lynen (1834-1894) (Les Amis du Commerce et la Persévérance Réunis, Antwerpen)
- 1889-1892: Ernest Reisse (1844-1893) (Les Amis Philanthropes, Brussel)
- 1892-1895: Charles Houzeau de Lehaie (1832-1922) (La Parfaite Union, Bergen)
- 1895-1898: Henri Bergé (1835-1911) (Les Vrais Amis de l'Union et du Progrès Réunis, Brussel)
- 1898-1901: Gustave Royers (1845-1923) (Les Amis du Commerce et de la Persévérance Réunis, Antwerpen)
- 1901-1904: Fernand Cocq (1861-1940) (Les Vrais Amis de l'Union et du Progrès Réunis, Brussel)
- 1904-1907: Jean-Laurent Hasse (1849-1925) (Les Amis du Commerce et la Persévérance Réunis, Antwerpen)
- 1907-1910: Joseph Descamps (1845-1926) (La Parfaite Union, Bergen)
- 1910-1913: Fernand Cocq (1861-1940) (Les Vrais Amis de l'Union et du Progrès Réunis, Brussel)
- 1913-1921: Charles Magnette (1862-1937) (La Parfaite Intelligence et l'Etoile Réunis, Luik): in 1917 en 1918 verlengt het grootcomité het mandaat omwille van de bezetting tijdens de Eerste Wereldoorlog.
- 1921-1924: Fernand Levêque (1872-1955) (Les Vrais Amis de l'Union et du Progrès Réunis, Brussel)
- 1924-1927: Charles Magnette (1862-1937) (La Parfaite Intelligence et l'Etoile Réunis, Luik)
- 1927-1930: Raoul Engel (1887-1943) (Les Amis Philantrophes N°3, Brussel)
- 1930-1933: Victor Carpentier (1878-1938) (Le Septentrion, Gent)
- 1933-1936: Paul Erculisse (1884-1966) (Les Vrais Amis de l'Union et du Progrès Réunis, Brussel)
- 1936-1939: Jules Hiernaux (1881-1944) (La Charité, Charleroi)
- 1939-1944: François Bovesse (1890-1944) (La Bonne Amitié, Namur): van 1940 tot 1944 verlengt het grootcomité het mandaat omwille van de bezetting tijdens de Tweede Wereldoorlog.
- 1944-1944: Jules Hiernaux (1881-1944) (La Charité, Charleroi): ad interim na door van zijn voorganger
- 1945-1947: Léonce Mardens (1899-1970) (Prométhée, Brussel)
- 1947-1950: Edmond Troch (1902-?) (Les Amis Philanthropes N°2, Brussel)
- 1950-1953: Walther Bourgeois (1907-2001) (La Parfaite Union, Bergen)
- 1953-1957: Robert Hamaide (1907-1979) (Les Amis Philantrophes N°3, Brussel)
- 1957-1960: Leopold Remouchamps (1899-1975) (Les Vrais Amis, Gent)
- 1960-1962: Georges Beernaerts (1895-1962) (Prométhée, Brussel): treedt vroegtijdig af
- 1962-1962: Charles Castel (1906-1991.) (La Charité, Charleroi): ad interim
- 1963-1966: Henri Bonnet (1902-1966) (Hiram, Luik)
- 1966-1968: Robert Dille (1914-1995) (De Geuzen, Antwerpen)
- 1969-1971: Victor-Gaston Martiny (1916-1996) (Les Amis Philanthropes, Brussel)
- 1971-1974: Pierre Burton (1924-2006) (Les Amis de la Parfaite Intelligence, Hoei)
- 1974-1977: Jaak Nutkewitz (1914-1983) (Les Elèves de Thémis, Antwerpen)
- 1977-1980: Nicolas Bontyes (1928-2004) (La Bonne Amitié François Bovesse Namen)
- 1981-1984: André Mechelynck (1924-2017) (Prométhée, Brussel)
- 1984-1987: Sylvain Loccufier (°1936) (Ontwaken, Aalst)
- 1987-1990: Guy Vlaeminck (°1933) (Les Vrais Amis de l'Union et du Progrès Réunis, Brussel)
- 1990-1993: Louis Dengis (1942-2012) (L'Incorruptible, Seraing)
- 1993-1996: Dimitri Sfingopoulos (°1944) (De Werf, Antwerpen)
- 1996-1999: Pierre Klees (1933-2022) (Les Amis Philantrophes N°2 Alpha, Brussel)
- 1999-2002: Adolphe Adolphy (°1937) (Les Frères Réunis, Doornik)
- 2002-2005: Jacky Goris (°1951) (De Geuzen, Antwerpen)
- 2005-2008: Henri Bartholomeeusen (°1954) (Le Libre Examen, Brussel)
- 2008-2011: Bertrand Fondu (°1953) (Les Droits de l'Homme, Bergen)
- 2011-2014: Jozef Asselbergh (°1940) (Les Elèves de Thémis, Antwerpen)
- 2014-2017: Marc Menschaert (°1958) (Prométhée, Brussel)
- 2017-2020: Henry Charpentier (°1947) (L'Indivisible, Spa)
- 2020-2024: Alain Cornet (...) (L'Amitié, Kortrijk)
- 2024-2027: Patrick Cauwert (Les Vrais Amis de l'Union et du Progrès Réunis, Brussel)

## Gehanteerde riten
Het Grootoosten van België beoefent in het Nederlands en in het Frans de volgende riten in de drie basisgraden:
- de Moderne Franse Ritus (M.F.R.): vult de ambachtelijke symboliek van de Britse erfenis aan met elementen uit de riddertraditie die door de Franse, vaak adellijke Vrijmetselaars was ingevoerd. De Ritus werd in Frankrijk gecodificeerd in 1786. De tijdgeest voegde er elementen aan toe van een verdraagzaam, eerder gesuggereerd dan verklarend christendom.
- de Aloude en Aangenomen Schotse Ritus (A.A.S.R.): die een eclectische inslag heeft.

## Internationale en bilaterale contacten
Het Grootoosten van België was aangesloten bij de vrijzinnige vrijmetselaarskoepel C.L.I.P.S.A.S. tot 1996. Vanaf 1998 maakt zij deel uit van A.M.I.L. en S.I.M.P.A.. Vanaf 2008 tot 2019 sloot zij opnieuw aan bij C.L.I.P.S.A.S..
De obediëntie heeft hechte banden met de Belgische Federatie van „Le Droit Humain“, de Grootloge van België en de Vrouwengrootloge van België waarmee ze de Belgische vrijmetselarij vormt. Enkele jaren geleden werd een vijfde adogmatische Belgische obedientie gesticht, nl. Lithos Confederatie van Loges, en die heeft ook banden geweven met de vier voorgenoemden. De loges van deze vijf obedienties vergaderen veelal in dezelfde gebouwen (maar natuurlijk in verschillende tempels of op verschillende dagen, behalve als het gaat over een gemeenschappelijke zitting). Geen van hen heeft relaties met de Reguliere Grootloge van België. Tevens heeft het GOB uitstekende bilaterale contacten met zijn Franse grote zus, de Grand Orient de France. Ook met de Grande Loge de France, de Gran Oriente Español, de Grand Orient du Zaïre, de Grand Orient Lusitanien en de Grande Loge Maçonnique de Turquie bestaan bilaterale contacten.
Vrijmetselarij · Beginselen · Geschiedenis · Symbolen · Vrijmetselaarsloge · Ordegrondwet · Obediëntie · Regulariteit en irregulariteit · Ritus · Graden · Grootmeester · Gemengde vrijmetselarij · Para-vrijmetselarij · Antivrijmetselarij · Vrijmetselarij in Nederland · Vrijmetselarij in België
>>> Meer info op Portaal:Vrijmetselarij <<<